# Gdy dinozaury władały światem
Gdy dinozaury władały światem (ang. When Dinosaurs Ruled the Earth) – brytyjski film fantasy z 1970 roku.
Akcja filmu toczy się w czasach prehistorycznych, jednak realia historyczne, przyrodnicze i antropologiczne zostały potraktowane bardzo swobodnie.

## Obsada[1]
- Victoria Vetri - Sanna
- Magda Konopka - Ulido
- Patrick Holt - Ammon
- Ray Ford - Myśliwy
- Jimmy Lodge - Rybak
- Robin Hawdon – Tara
- Sean Caffrey - Kane
- Imogen Hassall - Ayak
- Jan Rossini - Rock Girl
- Connie Tilton - Sand Mother
- Carol Hawkins - Yani
- Maggie Lynton - Rock Mother
- Maria O'Brien - Omah
- Drewe Henley - Khaku